# Кузнецов, Владимир Петрович
Влади́мир Петро́вич Кузнецо́в (1936—2014) — научный сотрудник и журналист, диссидент, автор книги воспоминаний «История одной компании» (1995). Сын российского лингвиста Петра Кузнецова.

## Биография
Владимир Кузнецов родился в семье российского лингвиста, профессора Московского государственного университета Петра Кузнецова в 1936 году. В 1954 год стал студентом филологического факультета МГУ. Был одним из активистов и создателей в 1955 году группы молодых поэтов и любителей русской поэзии «Сенсус», в которую входили студенты филологического факультета. В ноябре 1956 года после Венгерского восстания он и другой член группы Андрей Терёхин написали и распространили листовку протестного содержания. В марте 1957 года Кузнецов вместе с Терёхиным был арестован и осуждён по статье 58-10 по обвинению в антисоветской агитации и пропаганде, провёл несколько лет в Дубравлаге, где был участником лагерного литературного альманаха «Пятиречье». В 1961 году, вернувшись в Москву, Владимир Кузнецов стал работать в научных учреждениях и занимался журналистикой. Был реабилитирован в 1994 году.
Автор воспоминаний «История одной компании», вышедших в 1995 году одной книгой, которые также печатались в периодической печати (Тыняновский сборник. — Вып. 10. — 1998; Вып. 11. — 2002; Новое литературное обозрение. — № 47. — 2001. и др.).
Умер в 2014 году. Похоронен на Востряковском кладбище.